# 티켓프로 돔
티켓프로 돔(Ticketpro Dome)은 남아프리카 공화국 요하네스버그에 위치한 실내 경기장이다. 2017년에 NBA 아프리카 게임을 개최했다.
1999년 올아프리카 게임을 위해 건설되었고, 요하네스버그 국제공항에서 차로 35분 거리에 있다. 견본시와 같은 행사가 자주 열리는 편이다. 2007년 7월 7일 라이브 어스의 공연장 중 하나이기도 했다.
2021년 9월 7일부터 스포츠 경기장으로 사용이 중단되었고, 이후로는 자동차 전시장으로 용도가 변경되었다.